# Heinrich Rehermann
Heinrich Carl Eduard Rehermann (* 29. Januar 1844 in Warburg; † 28. Januar 1892 in Rinteln) war ein deutscher Kommunalpolitiker und Abgeordneter des Provinziallandtages der Provinz Hessen-Nassau.

## Leben
Heinrich Rehermann wurde als Sohn des Kaufmanns August Rehermann und dessen Gemahlin Therese Hartmann geboren. Nach seiner Schulausbildung ging er in die Kommunalverwaltung und wurde Kreissekretär in der Kreisverwaltung Rinteln. Seine Wahl zum Bürgermeister der Stadt Rinteln fiel in das Jahr 1880. Mit diesem Amt war die Mitgliedschaft im Kurhessischen Kommunallandtag des Regierungsbezirks Kassel verbunden, aus dessen Mitte er zum Abgeordneten des Provinziallandtages der Provinz Hessen-Nassau bestimmt wurde.
Aus gesundheitlichen Gründen gab er das Amt des Bürgermeisters zum 1. Mai 1887 auf und verzichtete auch auf das Landtagsmandat.